# Бербера (аэропорт)
Международный аэропорт Бербера (ИАТА: BBO, ИКАО: HCMI) (сомал. Madaarka Caalamiga ah ee Berbera) — аэропорт, расположенный в Бербере, городе в северо-западной провинции Сахил в Сомалиленде. В 2015 году были построены новый терминал и забор длиной 12 км.

## История
В аэропорту Берберы есть взлетно-посадочная полоса длиной 4140 м, одна из самых длинных на континенте. Взлетно-посадочная полоса была построена Советским Союзом в середине 1970-х годов, чтобы противостоять военному присутствию Соединенных Штатов в регионе. Он был арендован НАСА за 40 миллионов долларов США в год и использовался в качестве площадки для аварийной посадки космического корабля «Шаттл» с 1980, и до свержения президента Сомали Мохамеда Сиада Барре в 1991 году.
В 2012 году Министерство гражданской авиации Сомалиленда заключило контракт с «Tekleberhan Ambaye Construction Plc» на строительство нового терминала и ограждения по периметру в аэропорту. Фирма ранее построила различные здания в Эфиопии, в том числе офис президента региона Оромия, завод по производству удобрений Яю, университеты Джиммы и Мекелле и колледж технического и профессионального обучения региона Гамбелла. Дизайн проекта был разработан компанией International Consultants Technocrats совместно с инвестиционной компанией «Афро-Цион». В общей сложности это стоило 83 миллиона эфиопских быр, 3 миллиона из которых были предназначены для TACON.
В марте 2015 года президент Сомалиленда Ахмед Силаньо официально открыл новый терминал и аэропорта с участием официальных лиц из Джибути, Эфиопии и Йемена. Терминал был построен на земельном участке площадью 3 200 м2 и имеет различные объекты, в том числе оборудование для громкой связи, передачи багажа и контрольно-пропускные пункты, автоцистерну для воды, весы грузоподъемностью 200 кг и асфальтированную дорогу, ведущую к взлетно-посадочной полосе. Также было построено ограждение аэропорта длиной 12 км.

## Авиакомпании и направления
По состоянию на ноябрь 2021 года авиакомпания Ethiopian Airlines выполняет регулярные рейсы в аэропорт. Ранее African Express Airways и Daallo Airlines обслуживали несколько внутренних и несколько международных маршрутов в аэропорту.